# توماس شرامييل
توماس شرامييل (بالألمانية: Thomas Schrammel)‏ (5 سبتمبر 1987 في النمسا - ) هو لاعب كرة قدم نمساوي في مركز الدفاع. شارك مع منتخب النمسا لكرة القدم. أما مع النوادي، فقد لعب مع رابيد فيينا وواكر انسبروك ونادي واكر إنسبروك (2002) ونادي رييد وFC Lustenau 07 ‏.

## وصلات خارجية
- توماس شرامييل على موقع قاعدة بيانات كرة القدم.إي يو (الإنجليزية)
- توماس شرامييل على موقع ناشيونال فوتبول تيمز (الإنجليزية)
- توماس شرامييل على موقع Soccerway.com (الإنجليزية)
- توماس شرامييل على موقع عالم كرة القدم.نت (الإنجليزية)
- توماس شرامييل على موقع AS.com (الإسبانية)